# Przepływy międzygałęziowe
Przepływy międzygałęziowe (tablica przepływów międzygałęziowych, analiza input-output) – metoda analizy powiązań między różnymi branżami lub regionami gospodarki. Stworzona przez Wassily’ego Leontiefa, który za prace nad nią został uhonorowany nagrodą Nobla.
W metodzie przepływów międzygałęziowych zbiera się informacje o wartości dóbr produkowanych w gospodarce oraz ich wykorzystaniu. Informacje grupuje się w rozbiciu na branże. Umożliwia to stworzenie tabeli, w której prezentuje się dane o produkcji branż oraz kierunkach ich wykorzystania w podziale na zużycie pośrednie we wszystkich branżach (w rozbiciu na poszczególne branże) i popycie końcowym. Dodatkowo w tabeli mogą zostać uwzględnione inne istotne informacje, jak np. o wartości importu, eksportu, podatków oraz wartości dodanej w rozbiciu na poszczególne branże. W wariancie regionalnym w tabeli umieszcza się informacje o produkcji i kierunkach wykorzystania w rozbiciu na regiony.
Informacje o przepływach międzygałęziowych w Polsce publikuje GUS w odstępach 5-letnich.